# جوسيمار رودريغيز سوزا روبيرتو
جوسيمار رودريغيز سوزا روبيرتو (بالبرتغالية: Josimar Rodrigues Souza Roberto‏) (16 أغسطس 1987 في البرازيل – )؛ هو لاعب كرة قدم كان يلعب كمهاجم.

## وصلات خارجية
- جوسيمار رودريغيز سوزا روبيرتو على موقع رابطة كرة القدم اليابانية للمحترفين (اليابانية)
- جوسيمار رودريغيز سوزا روبيرتو على موقع قاعدة بيانات كرة القدم.إي يو (الإنجليزية)
- جوسيمار رودريغيز سوزا روبيرتو على موقع Soccerway.com (الإنجليزية)
- جوسيمار رودريغيز سوزا روبيرتو على موقع عالم كرة القدم.نت (الإنجليزية)